# Liaquat Ali Khan
Liaquat Ali Khan (Karnal, 1º ottobre 1896 – Rawalpindi, 16 ottobre 1951) è stato un politico pakistano, Primo ministro del Pakistan dal 1947 al 1951, quando cadde vittima di un attentato ad opera di Saad Akbar.

## Biografia
Nato a Karnal (Punjab), allora appartenente al Raj Britannico, la sua famiglia apparteneva all'etnia dei Jat musulmani del Punjab ed in particolare al clan Marhal. Suo padre, Rustam Ali Khan, era un nawad e ricopriva importanti incarichi politici nel governo britannico locale, oltre a possedere grandi latifondi che si estendevano dal Punjab all'Uttar Pradesh.
Il giovane Liaquat ricevette i primi rudimenti della sua educazione grazie agli insegnamenti domestici di sua madre, Mahmoodah Begum, basati sul Corano e sull'ḥadīth. Dopo aver intrapreso formalmente il suo percorso scolastico laureandosi nel 1918 presso la Università musulmana di Aligarh, sposò sua cugina, Jehangira Begum, nello stesso anno. Dopo la morte del padre fu inviato in Inghilterra per continuare gli studi presso l'Exeter College nel 1921. Dopo essersi laureato in giurisprudenza entrò nel celebre Inner Temple e iniziò ad esercitare la professione forense a partire dal 1922.

## Carriera politica
Inizialmente fu un fervente fautore del nazionalismo indiano, ma, a partire dal suo ritorno in patria nel 1923, nonostante le insistenze dei leader del Congresso Nazionale Indiano, si unì alla Lega Musulmana Panindiana. Nel maggio 1924 Liaquat fu tra i partecipanti del congresso della Lega musulmana tenutosi a Lahore nel quale il suo leader Mohammad Ali Jinnah rivendicò la necessità di rafforzare le istanze promosse dal suo movimento.
Iniziò la sua carriera parlamentare nell'Assemblea legislativa delle Province unite di Agra e Oudh nel 1926 in qualità di rappresentante per il distretto di Muzaffarnagar. Nel 1932 venne eletto all'unanimità alla carica di Vice Presidente della stessa assemblea.
Quando il Government of India Act del 1919 dette vita alla Assemblea legislativa centrale, Liaquat ne divenne membro a partire dal 1940 fino al suo scioglimento nel 1947. Durante questo incarico legislativo, fu uno dei delegati per la Lega musulmana che a Calcutta nel dicembre 1928 discussero i punti del cosiddetto Rapporto Nehru nel quale si proponeva la costituzione di un nuovo dominion dell'India.
Nel 1932 Liaquat sposò la sua seconda moglie, l'economista ed educatrice Ra'ana Liaquat Ali Khan, anch'essa una figura importante all'interno del movimento della Lega musulmana.
Nel 1936 durante l'annuale congresso a Bombay della Lega musulmana, Liaquat fu eletto all'unanimità Segretario Generale Onorario su una mozione presentata dallo stesso leader del movimento, Mohammad Ali Jinnah, carica che ricoprì fino alla dichiarazione d'indipendenza del Pakistan nel 1947. Quando il 22 marzo 1940 la Lega musulmana adottò la risoluzione di Lahore, con la quale si presentava l'istanza di far sorgere un territorio autonomo musulmano all'interno dell'India britannica, essa venne successivamente integrata da Liaquat Khan in una nuova mozione, che fu presentata al congresso del 12 aprile 1941 a Madras, e fu votata all'unanimità dall'intera assemblea.
Quando il 14 agosto 1947 nasce ufficialmente lo stato del Pakistan, all'indomani dell'indipendenza Liaqaut viene nominato Primo ministro del Pakistan, carica politica che si rivelò subito spinosa.